# Zierliche Erntemaus
Die Zierliche Erntemaus (Reithrodontomys gracilis) ist ein Nagetier in der Gruppe der Neuweltmäuse, das in Mittelamerika verbreitet ist. Die Art ähnelt der Cozumel-Erntemaus (Reithrodontomys spectabilis) und wurde schon oft mit dieser verwechselt.

## Merkmale
Die Exemplare sind mit Schwanz 163 bis 198 mm lang, die Schwanzlänge beträgt 93 bis 113 mm und das Gewicht liegt bei 11 bis 17 g. Die Hinterfüße sind durchschnittlich 18 mm lang und die Länge der Ohren beträgt 13 bis 15 mm. Das kurze gesprenkelte Fell der Oberseite hat einen zimt- bis ockerfarbenen Grundton mit rosa Schattierungen. Bei manchen Exemplaren ist ein Aalstrich dunkler. Auf den dunkelbraunen bis schwarzen Ohren sind nur wenige Haare vorhanden. Die Augen besitzen keine dunklen Ringe. Die Haare auf den Vorder- und Hinterpfoten können weiß oder dunkler sein. Der Schwanz ist mit Schuppen und wenigen Haaren bedeckt. Er kann einfarbig braun oder unterseits heller sein.

## Verbreitung
Das Verbreitungsgebiet reicht von der Halbinsel Yucatán, einigen vorgelagerten Inseln und dem südwestlichen Mexiko über Belize, Guatemala, das westliche Honduras und das westliche Nicaragua bis in den Norden von Costa Rica. Die Zierliche Erntemaus bewohnt das Flachland und Gebirge bis 1800 Meter Höhe. Sie hält sich im trockenen Buschland, in halbtrockenen und feuchten Wäldern sowie auf gerodeten Flächen auf.

## Lebensweise
Die vom Nachmittag bis in die Nacht aktiven Exemplare bewegen sich auf dem Grund und klettern in Bäumen bis 15 Meter Höhe. Die Nahrung besteht vorwiegend aus Pflanzensamen und Insekten. Die Tiere verstecken ihre kugelrunden Nester aus trockenen Pflanzenteilen in Baumhöhlen, in Nistkästen, in Maueröffnungen an Gebäuden oder unter Dächern. Die meisten Nachkommen werden in der Regenzeit geboren, obwohl auch Würfe in der Trockenzeit vorkommen. Ein Wurf enthält 2 bis 5 Neugeborene. Die meisten Exemplare leben vermutlich 6 bis 9 Monate und einzelne Individuen leicht über zwei Jahre.
Die Zierliche Erntemaus teilt ihr Revier mit anderen Nagetieren, wie Reisratten oder eingeführten Hausmäusen, sowie mit Zwergbeutelratten.

## Gefährdung
Die Art ist von der IUCN als nicht gefährdet (least concern) eingestuft, aufgrund fehlender Bedrohungen und einer stabilen Gesamtpopulation.